# Molla-Jakob-Synagoge

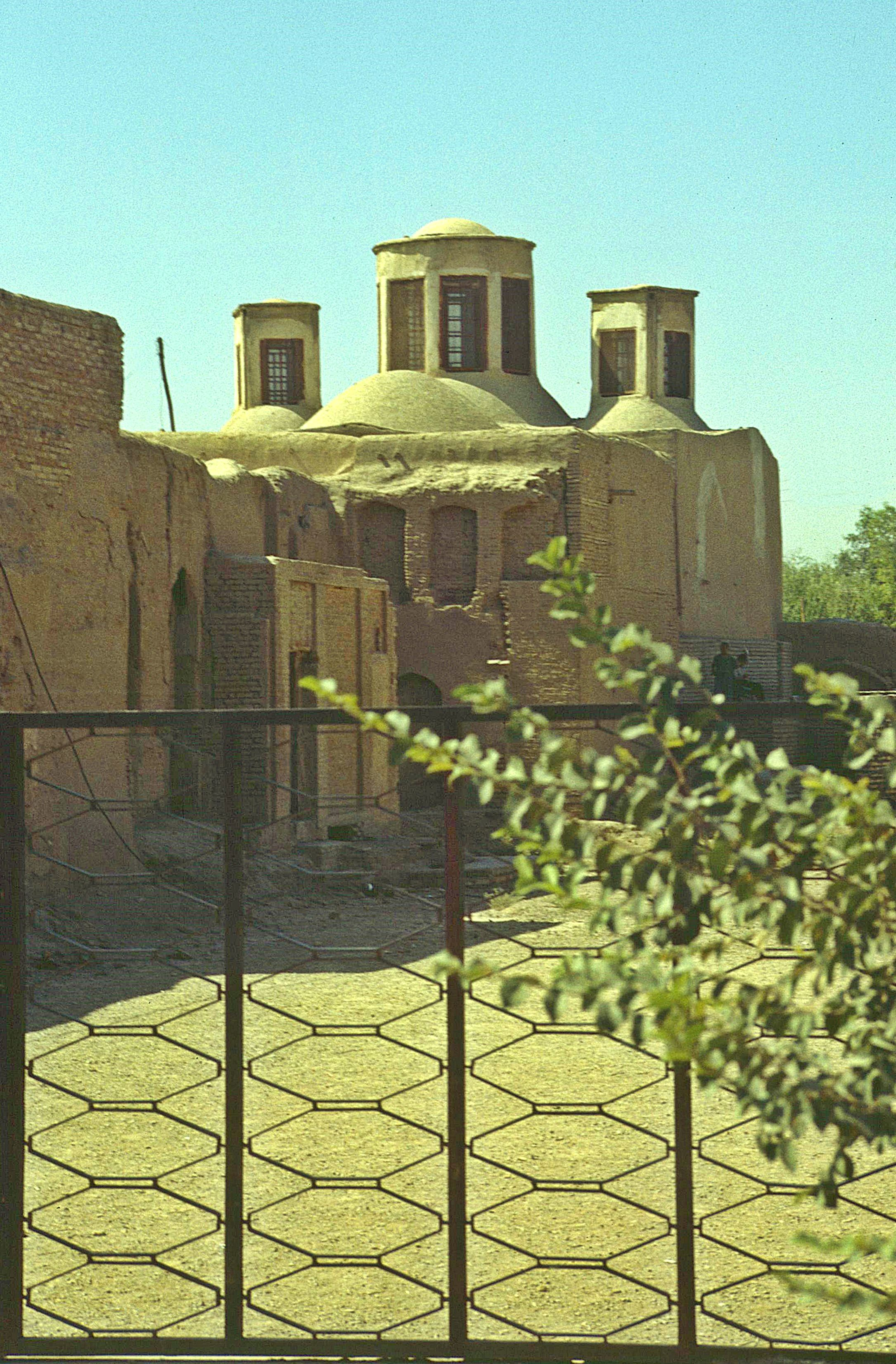
Molla-Jakob-Synagoge

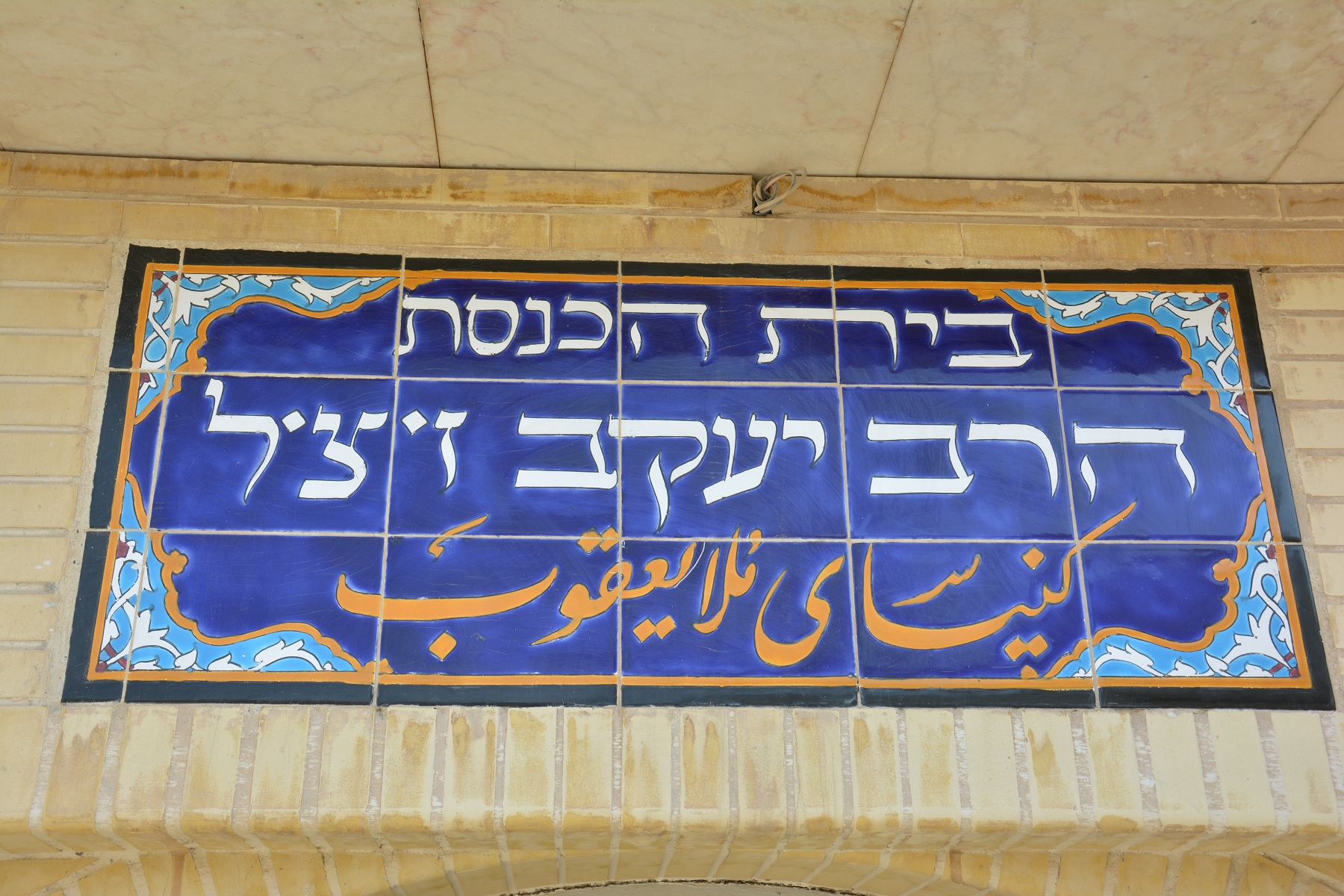
Beschriftung an der Molla-Jakob-Synagoge über der Eingangstür

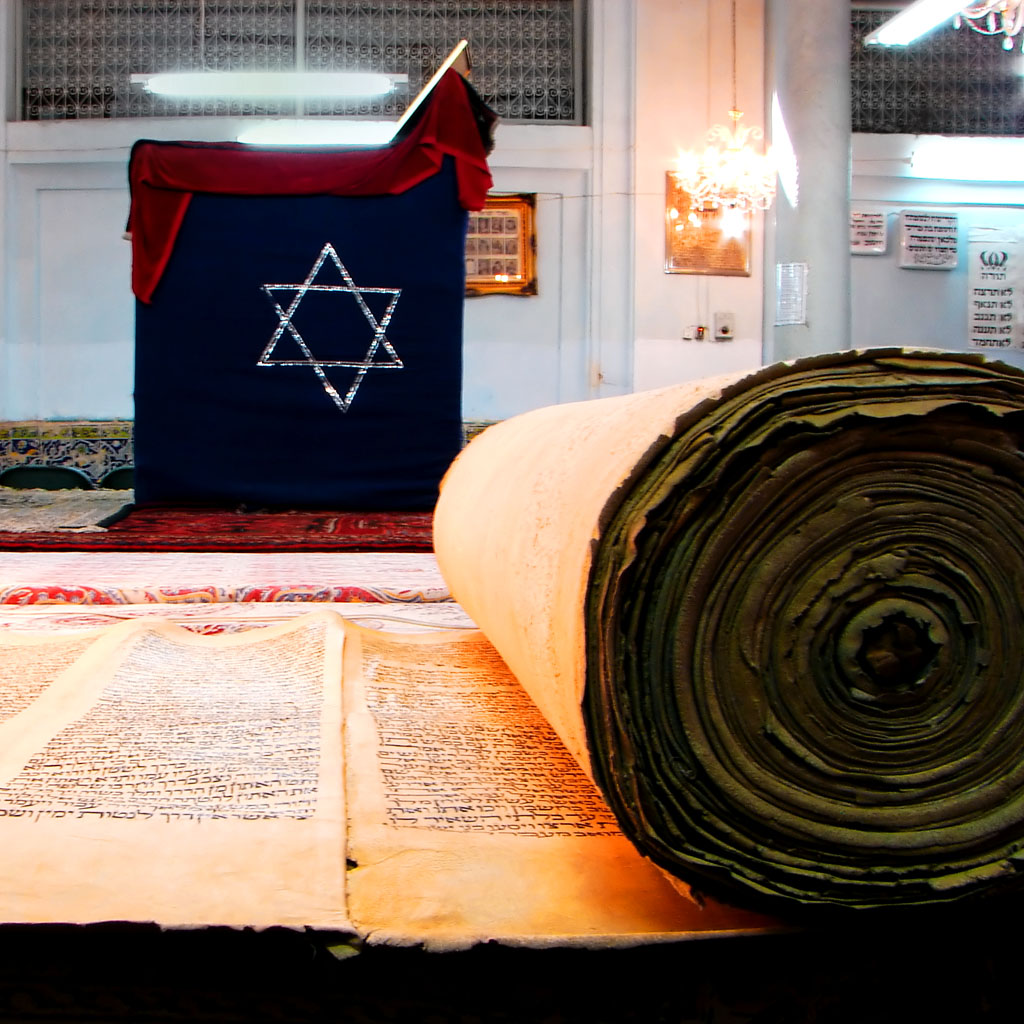
Innenansicht der Molla-Jakob-Synagoge

Die Molla-Jakob-Synagoge oder Mullah-Jakob-Synagoge (Molla Yacob, persisch کنیسه ملا یعقوب oder کنیسه ملایعقوب Kanīse ye Mullā Yaʿaqob, hebräisch בית הכנסת מולה יעקב), auch Rabbi-Jakob-Synagoge (hebräisch בית הכנסת הרב יעקב), ist eine Synagoge in der iranischen Stadt Isfahan, die im Jahre 1919 eröffnet wurde.

## Standort
Die Mullah-Jakob-Synagoge steht im alten Isfahaner jüdischen Viertel Dschuybare am südlichen Ende des Kamāl-Parks (بوستان کمال) an der Nordostseite der Ismail-Straße (کوچه إسماعيل), rund 80 m südöstlich der Straße Māhī-Forūsch-hā (ماهی فروش ها, Fischhändlerstraße) und 80 m südwestlich der Kamāl-Straße (خیابان کمال). Das Stadtviertel ist weniger als 500 m von der alten Freitagsmoschee entfernt. Da in der Umgebung zahlreiche verlassene, baufällige Häuser abgerissen wurden, ist die Synagoge gut sichtbar.

## Geschichte
Die Mullah-Jakob-Synagoge wurde 1919 fertiggestellt.

## Architektur
Wie die meisten Gebäude Isfahans ist die Mullah-Jakob-Synagoge aus Ziegeln gemauert und mit Gips verputzt. Wie bei den anderen Synagogen der Stadt sind nach außen hin keine religiösen Symbole erkennbar. Die Mullah-Jakob-Synagoge hat drei Kuppeln mit seitlichen Oberlichtern, durch die Tageslicht eindringt: eine zylindrische in der Mitte – über der Bima – und seitlich zwei quaderförmige. Im Innern ist die Synagoge unter anderem mit Muqarnas und teilweise glasierten Ziegeln verziert. Die Gebetshalle ist durch Rundsäulen mit quadratischen Kapitellen in drei Schiffe unterteilt. An der südlichen Seite befindet sich die Empore mit den Sitzplätzen für Frauen. Die Synagoge wird vom Eingang am südlichen Ende aus durch einen langgezogenen Korridor an der Südostseite mit einem Vestibül (Haschti) nach einer rechtwinkligen Biegung und einen daran anschließenden Porticus betreten, von dem aus man auch auf einen Innenhof an der Ostseite des Gebäudes gelangt. Von diesem gelang man in nördlicher Richtung zum Grabmal des Rabbi Jakob. Direkt westlich neben dem Grabmal des Rabbi Jakob an der Nordseite der Mullah-Jakob-Synagoge befindet sich das kleine Mausoleum des persischen Dichters Kamal Esmael (مقبره کمال الدین اسماعیل, Kamal ad-Din Ismaʿil Isfahani, 1172–1237), das über einen eigenen Eingang im Norden erreicht wird.

## Rabbi Jakob
In Isfahan ist eine Geschichte überliefert vom Rabbi Jakob (Mullah Jakob, ملا یعقوب, DMG Mullā Yaʿaqub), der auch Mullah Mari genannt wurde. Der Rabbi soll mit Gelehrten über die Überlegenheit der Religion gestritten haben, weshalb sie eine Wette abschlossen. Wer in der Lage war, den Wasserlauf durch Gebet zu ändern, zeigte damit die Überlegenheit seiner Religion. Nachdem der Rabbi Jakob zu Gott gebetet hatte, änderte sich der Wasserlauf. Die anderen wollten sich nach seinem Tode rächen und seinen Leichnam schänden. Dieser wurde jedoch von einer Schlange (persisch مار, DMG mār) geschützt. Deswegen wurde er später auch Mullah Mari (persisch ملا ماری, DMG Mullā Mārī) genannt.